# 견학

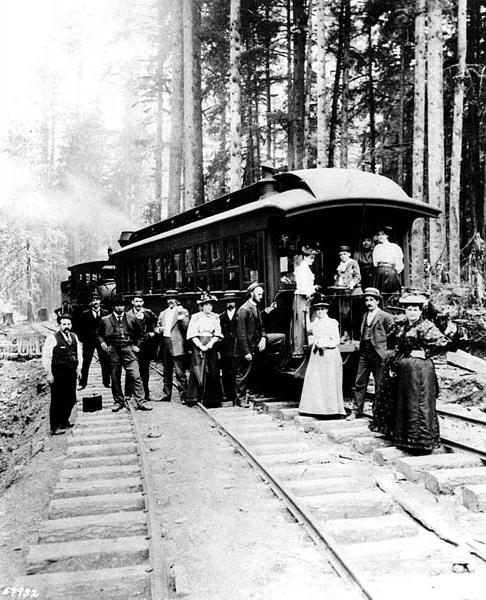
1887년경 시애틀 외곽으로 견학

견학(見學)이란 학습목적으로 어떤 곳을 찾아 보고 배우는 것을 말한다. 견학을 하는 주체는 학생, 예비 직장인, 군인 등으로 다양하며 그 목적도 마찬가지이다.

## 견학 프로그램

### 대한민국 견학

#### 기업 견학
- 대한민국의 식품 회사인 농심에서는 자사 웹사이트에 마련된 '농심견학관'이라는 코너를 통해 견학 신청을 받아, 제품 제조 과정을 소비자들에게 공개하고 있다.[1]
- GM 대우에서 운영하는 블로그에서도 지엠대우 자동차 생산 공장 견학 신청을 받고 있다.[2]

#### 공공기관 견학
- 대한민국 기상청에서는 매주 수요일 기상청체험학습 프로그램을 운영하고 있다.[3]

## 같이 보기
- 수학여행
- 소풍